# 順徳府

直隷省の順徳府の位置（1820年）

順徳府（じゅんとくふ）は、中国にかつて存在した府。モンゴル帝国時代から民国初年にかけて、現在の河北省邢台市一帯に設置された。

## 概要
1262年（中統3年）、モンゴル帝国により邢州が順徳府に昇格した。1265年（至元2年）、順徳府は順徳路総管府と改められた。元のとき、順徳路は中書省に属し、録事司と邢台・沙河・南和・任・内丘・唐山・鉅鹿・平郷・広宗の9県を管轄した。
1368年（洪武元年）、明により順徳路は順徳府と改められた。順徳府は北直隷に属し、邢台・沙河・南和・任・内丘・唐山・鉅鹿・平郷・広宗の9県を管轄した。
清のとき、順徳府は直隷省に属し、邢台・沙河・南和・任・内丘・唐山・鉅鹿・平郷・広宗の9県を管轄した。
1913年、中華民国により順徳府は廃止された。